# 広島弁

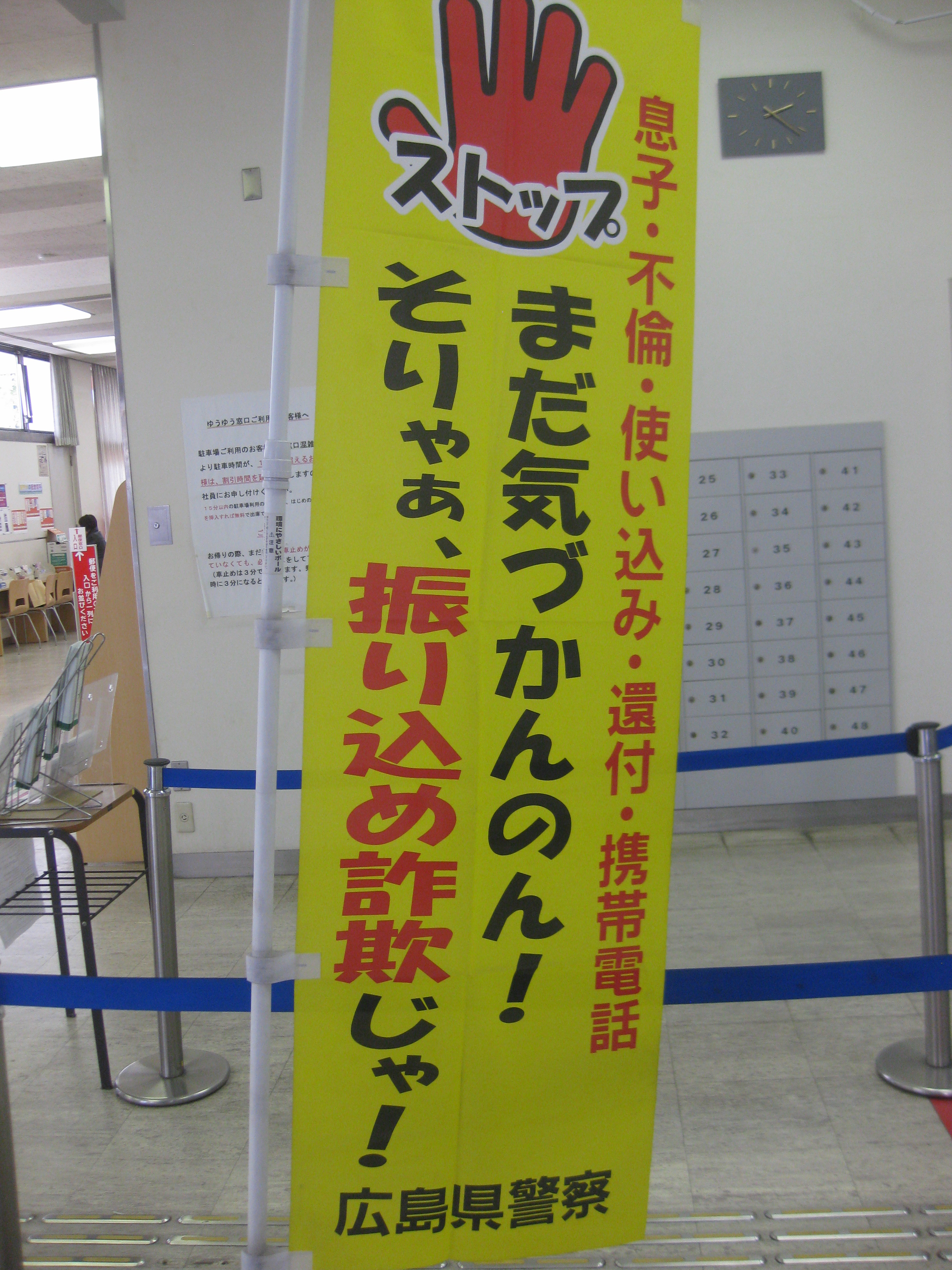
広島弁を活用した振り込め詐欺防止幟

広島弁（ひろしまべん）は、広島県で使われている日本語の方言。広島県の方言は、大まかな分類として西部（旧安芸国）の安芸弁（広島弁）と東部（旧備後国）の備後弁（福山弁）に分けられる。ここでは特に注釈がない限り、前者について記述する。後者については備後弁を参照のこと。

## 概要
広島弁は西日本方言のうち中国方言に属する。語彙・語法的に西隣の山口弁（山口県）や北隣の石見弁（島根県西部）と近く、一般的に西中国方言に位置づけられる。備後弁は岡山弁と同じく東山陽方言に分類される（山陽方言を参照）。古来より交流が盛んであったことから、瀬戸内海を挟んで向かい合う愛媛県の方言（伊予弁）とは、語のアクセントこそ異なるものの語彙・語法面で共通点がある。
安芸（広島市）と備後（福山市）の方言の違いとして、アクセントが安芸は中輪東京式なのに対して備後は内輪東京式、「雨ばかり降る」の「ばかり」を安芸では「バッカリ」と言うのに対して備後では「バー」と言うことなどが挙げられる。
広島県は全国一移民を輩出した「移民県」として知られ、特にハワイは広島県出身者が3割、山口県などを含むと約5割が中国地方出身者となり広島方言が全国共通語と類似性の高い方言であったため、広島弁がハワイ日系社会の共通語の基盤となった。広島県人は、自分の県の「方言・なまり（広島弁）」に「気候の良さ」や「プロスポーツチーム」等を抑え、最も愛着を感じているとされる。しかしながら、他県民からは総じて怖いという印象を持たれる。

## 音韻・アクセント
アクセント
広島弁のアクセントは、中輪東京式アクセント（乙種アクセント）である。そのため一般的な単語のアクセントは近畿方言と異なり、共通語と共通。ただし、広島弁では一文節内で高く発音される音節が一つだけになる傾向がある（例：ことばが）（上線・太字はアクセントの高音部。以下同じ）。平板型の語（音の下がり目のない語）では、一単語のみが発話される時、語末の一音節のみ高くなる（さくら。）。また、助詞が付くと高い部分が助詞に移動し「さくらが。」、さらに文が続くときには、次に下がり目のある位置の直前まで低いままになる（さくらのきがたっとる）。
連母音の融合
「アイ」連母音は「アー」になる（例：赤い→あかー）。これは山口弁と共通する特徴であり、「エァー/ャー」になる備後弁とは異なる。
助詞の発音
格助詞の「は」や「を」は、前の母音と融合して発音される（例：ここは→こかあ）。なお、「を」の直前の名詞の母音が「イ」である場合は、「ウ」と発音される（例：薬を→くすりゅう）。
また、引用を示す「と」は省略され、ほとんど用いられない（共通語の「…と思って」は「…、思うて」となる）。例：「あんたぁ、はぁやる金がねぇがどがーするんねぇー、ゆうての」（「あなたね、もうあげるお金はないけれどどうするの」と言ってね＝強調部が助詞省略部分）。
その他
母音の無声化はほとんど起こらない。
母音「ウ」は、西日本の他地域と同様に唇を左右から寄せ、かなり丸めて発音する。
特定の語句に限り、サ行音がハ行音に変化している場合がある（例：行きまへん）。「七」「質」は「ひち」、「敷く」は「ひく」と発音される。

## 文法
広島弁の文法は、概ね他の西日本方言と共通している。
断定の助動詞（コピュラ）には「じゃ」を用いるが、島根県に近い北部には「だ」を用いる地域がある。中国地方の山陽側では「じゃ」を用いるが、山陰地方では「だ」を用いる。
断定の助動詞「じゃ」は伝統的な西日本方言であるが、九州や四国の中年層以下は「や」が使用されることが多く、広島弁や岡山弁では現在でも「じゃ」が強固である。

### 用言
アワ行五段動詞の連用形は、他の西日本方言と同じく「て」「た」「とる/ちょる」の前でウ音便になる（例：洗う→あろーて、言う→ゆうとる、〜てしまう→〜てしもーた）。また、バ行・マ行五段動詞も高齢層を中心にウ音便化する（例：飛ぶ→とーだ、飲む→のーだ）。また、サ行五段動詞は同じ条件でイ音便になる（例：出した→だいた・だあた）。
「〜しよう」という意思・勧誘形は、下一段動詞では「あぎょー」（上げよう）、「でょー」（出よう）のような「〜ょー」の形を取る。上一段動詞では「みゅー」（見よう）、「おきゅー」（起きよう）のような「〜ゅー」形となるが、瀬戸内海の島嶼部では「みょー」「おきょー」のように「〜ょー」形を取る。カ変は「こー」（来よう）、サ変は「しょー」（しよう）を用いる。
形容詞の連用形もウ音便を用いる（例：あこーなる/あこなる（赤くなる）、うれしゅうなあ/うれしなあ（嬉しくない）、あつうて/あつて（熱くて））。形容詞の未来表現には、「あかかろー」のように「〜かろー」形を用いる。仮定形は「あかけりゃ」のような「〜けりゃ」の形が一般的だが、高齢層では「〜かりゃ」と言う。
形容動詞の終止形は「静かな」のように「〜な」の形になる。過去形（〜だった）は「静かなかった」のような「〜なかった」形、「静かじゃった」のような「〜じゃった」形、「静かにあった」のような「〜にあった」形がある。仮定形にも「静かなら」と「静かなけりゃ」の形があり、推量表現には「静かなろー」「静かなかろー」「静かなじゃろー」のような形がある。

### 助動詞
打ち消し「-ん」
動詞の否定には「行かん」「落ちん」「食べん」「せん(しない)」「来（こ）ん」のような「未然形＋ん」を用いる。過去の打ち消しでは「-んかった」や「-なんだ」や「-ざった/だった」などを用いる（行かんかった、行かなんだ、行かざった、行かだった）。
アスペクトの区別「-とる/ちょる」「-よる」
共通語では進行・完了のいずれの場合も「〜ている」で表現するが、広島弁を始めとする西日本方言・九州方言の多くで、結果継続態と進行態とで区別をする（アスペクトの区別）。結果継続態とは、ある行為や動作の行われた結果がまだそこに残っていることを表す形で、安芸方言では山陽道沿いで「〜とる」、それ以外の地域で「〜ちょる」を用いたが、「ちょる」を用いた地域も「〜とる」になりつつある。進行態とは、行為や動作が行われつつあることを表す形で、広島弁では「〜よる」を用いる。ただし、1998年時点ではこれらの区別のできない人が増加しつつある。岡山弁などと同じく「たびょーる」（←食べよる）や「やりょーる」（←やりよる）のように融合した発音をすることもある。
（例） あめがふっとる（今も雨が降っていた跡がある）、あめがふりよる（今、雨が降っている）
（例） ドアが開いとる（ドアが開け放してある）、ドアが開きょーる（ドアが開こうとしている）
敬語
広島弁でも様々な敬語が用いられる。尊敬語として「-なさる」に由来する「-んさる」や「連用形＋て（＋じゃ）」などがある。「て」は体言を修飾するときは「てん」になり、過去形は「てじゃった/ちゃった/ちゃーた」になる。
（例） 町長さん、きんさったで。（町長さんが来られたよ）
（例） 行ってんとき。（行かれるとき）
（例） 先生がきちゃったよ。（先生が来られたよ）

### 助詞
順接「けえ」「けん」
理由・原因を表す順接の接続助詞として、「けえ」または「けん」を用いる。由来は古語の「けに（故に）」からとされている。広島では「けえ」と発音されることが多い。
（例） 今度、こうたげるけえ。（今度、買ってあげるから）
（例） 今から行くけえのう。（今から行くからね）
（例） 怒らんけ、ゆうてみぃ。（怒らないから、話してみなさい）
（例） わしゃ、わるじゃけんなぁ。（私は、ワルだからな）
準体助詞
準体助詞には「の」または「ん」を用いる。
（例） 食べよるん？（食べているの？）、行ってん？（行かれるの？）、寝るんが（寝るのが）
「のお」
「ねえ」にあたる助詞には「のお」を用いる。

## 語彙
広島弁で用いられる語彙を五十音順に配列した。

### あ行
アイスケーキアイスキャンディー、アイスクリーム
あおじ【青血】（中国地方全域）青あざ。青たん。「青血」と表記されることもあるが、まったくの当て字。
（例）あっこで打って、あおじになったんよ。（あそこでぶつけて青あざができた）（全域）
通じない地域もあり、その場合「青あざ」を使う。
あがいな/あがーな/あげな/あんとなあのような。指し示す対象を悪く言う場合に使うことが多い。
（例）あがいなこと言いんさんなや。（あのような言葉、言ってはいけないよ）
（例）あんとなもん、相手しんさんなや。（あのような人、相手にするのはやめなさいよ）
上記の例文でこれらの単語の意味はほとんど同じである。また、「そのような」はそがいな（そがーな/そげな/そんとな）、「このような」は、こがいな（こがーな/こげな/こんとな）と変化する。
あがく夏の暑いときなどに布団・毛布などをはねのけること。
あぎ上あご。
あぐ飽きる。
あげな→「あがいな」を参照。
あずる困る、てこずる、苦労する。
（例）車がぬかるみにはまって、あずってあずってのう。（車がぬかるみにはまって、苦労しましたよ）（県北）
味付けパンコッペパン。学校給食時の校内放送で、単に「パン」というとコッペパンを指すことが多い。
あっこ/あすこあそこ。
（例）あっこにゃぁいけんよぉ。（あそこには行けないよ）
あっ、ほうね→「ほー（ほう）」を参照。
アナダコスナダコ。砂に穴を掘って生息しており、鍬で掘り返して捕る。
ありこ（ありんこ）アリ（蟻）。
ありますございますの意。
（例）おはようあります。おめでとうあります。
ありゃぁー「あれは」という意味だが、広島では「あの人」という意味で使うことも多い。
（例）ありゃぁーワルで。（あの人は悪人だよ）
ありゃりゃぁー「あれあれ」という意味で、割りとよく口に出す言葉。
あるまーもー→ 「もー」を参照。
あんたああなた。「あんたあ、うちのことどう思いようるん」。
あんとな→「あがいな」を参照。
あんなあの人。彼。彼女。
（例）あんながよおったでえ。（あの人が言っていたよ）
あんに「あんな」の少し丁寧な言葉。
（例）あんには、ええ人じゃねえ。（あの人は良い人だねえ）
あんねぇーあのね。多く呼びかけに使う。
いいえの（う）「いいえ（違います）」や「いいえ（どういたしまして）」などの「いいえ」の部分を強調した言い回し。この言葉は発音部分がポイント。平坦に言うのではなく、「え」を強く発音する。「いいえの」となる。
いいよん→「いよん」を参照。
いいよってん→「いよん」を参照。
いがむ歪む、曲がる。
いがる叫ぶ。
（例）そがいにいがってもつまらんで。（そんなに大声を出してもだめだよ）（県北・西部）
いかんのにいけないのに。「いかん」や「いけん」を強調した言い方。子供がよく使う。実際の使用は「いかんのー」と語尾を伸ばすことが多い。
いぎ魚の骨
いきる気分が高揚し、張りきっていたり格好をつけたりしている様子を、他人から見て揶揄したり茶化したりする言葉。
（例）あんなぁーいきっとるのー。（あいつ格好つけて、いい気になっているな）
いごく動く。
いたしい難しい。
（例）いたしいこと言いんさるのぉ。（難しいことをおっしゃいますね）（県北・西部）
いちんち一日。「してい（ひてい）」ともいう。なお、広島弁の日にちの数え方は、「いちんち（一日）」、「ににち（二日）」、「さんち/さんにち（三日）」、「よんにち（四日）」、「ごんち（五日）」、「ろくんち（六日）」、「ひちんち（七日）」、「はちんち（八日）」、「くんち（九日）」、「じゅうにち（十日）」となる。
いつぃき/いっつもいつも。
（例）あんなぁ、いつぃきおるけぇのう。（あの人は、いつもいますよ）（西部）
いっこも一つも。全然。言い方は「い」の後、少しためて「こも」と言う。「いっ こも」である。
いっちゃん一番（位置的に）。いっちゃん前（一番前）、いっちゃん後ろ（一番後ろ）、いっちゃん横（一番横）、いっちゃん上（一番上）など、後ろに位置を示す名詞をつけて用いる。競い合って一番になった時には用いない（「走って、いっちゃんになった」という言い方はしない）。
いっつもいつも。何時も。言い方は、「いっ こも」と同様に「いっ つも」
（例）あんたぁいっこも分かっとらんじゃない。（あなたは全然分かっていないじゃない）
いなげな【異な気な】変な。おかしな。一部の地域では「いんなげな」ともいう。
（例）いなげな人がおる。（変な人がいる）（県北・西部）
いぬ（る）【去ぬ（る）】帰る。去る。ナ行変格活用の残存である。また、「1月はいぬる、2月は逃げる、3月は去ると 申しますとおり……」というのが、卒業式の時の学校長による話の定番になっている。
（例）ほんじゃあ、わしいぬるわ。（それでは、私は帰ります）（県北・西部）
いぬの【去るの】帰るのか。疑問を表す。
（例）実家にいぬの？（実家に帰るのですか？）
いぬん【去ぬん】帰るのか。親しい間柄で用いる。質問を表す。
（例）実家にいぬん？（実家に帰るの？）
いねや【去ねや】帰れ。強い命令を表す。非常にきつい表現である。普通は「いにんちゃい」を使う。
（例）わりぁ、はよういねや！（お前、早く帰れよ！）
いねん【去ねん】帰らない。帰ることができない。否定ないし不可能を表す。文脈で判断することになる。
（例）うち、まだいねんけぇね。（私はまだ帰らないからね）
（例）自転車がパンクしたけぇ、うちまでいねんようになったのぅ。（自転車がパンクしたから、家に帰ることができなくなってしまった）
いにんちゃい【去にんちゃい】帰りなさい。丁寧な命令を表す。
（例）もうおそいけぇ、みんなうちにいにんちゃいね。（もう暗くなったから、みなさん家に帰りなさいね）
いのう【去のう】帰ろう。帰りましょう。意志ないし勧誘を表す。
（例）こがな時間になったけぇ、いのうかのぅ。（こんな時間になったから、帰ろうかな）
（例）一緒にいのうや。（一緒に帰りましょう）
いびしい、いびせえ恐ろしい。怖い。
（例）あん男はいびせえのぅ。（あの男は怖いですね）（西部）
イモハゼクラカケトラギス。海水魚の一種。
いやがる/いいやがる（不快なことを）言われたの意。
（例）あんなぁ腹の立つことばっかりいやがる。（あいつは腹の立つことばかり言う）。完全な過去形は「いやがった」
いよいよ語尾に付けて使う。
いよん/いいよん言っているの。丁寧な言い方では「いいよってん（いよってん）」
（例）あんた、何いよん。（あなた、何を言っているの）
（い）よいよ→「よいよ」を参照。
いらう/かもう触る。
（例）えーけぇ、いらうな。（いいから、触るな）（県北・西部）
いらんことしぃ余計なことをする者。
（例）あんたぁ、ほんまにいらんことしぃじゃね。（あなたは本当に余計なことをする人だね）
いんじゃうん【去んじゃうん】（もう）帰ってしまうのか。（まだ帰らないでほしい）願望を含む疑問を表す。
（例）え、もういんじゃうん？（え、もう帰ってしまうの？）
いんじゃったん【去んじゃったん】（もう）帰ったか。（もう）お帰りになったのか。過去疑問ないし尊敬を含む過去疑問を表す。
（例）もう先生はいんじゃったんか？（すでに先生はお帰りになったのですか？）
いんだん【去んだん】（もう）帰ったのか。過去疑問を表す。これには尊敬の意味合いはない。
（例）息子さんはいんだん？（息子さんは帰ったの？）
いんどるん【去んどるん】（もう）帰っているのか。過去疑問を表す。
（例）息子さんはいんどるん？（息子さんは帰っているの？）
いんえのぅ→「いいえの」を参照。
いんさい言いなさい。
いんや「いいえ」の意。呉地方では「うんにゃ」
（例）A：あんたがやったんじゃろ？（あなたがやったのだろ？） B：いんや。（いいえ）
うげる取れる。剥げる。
（例）屋根のペンキがうげてしもうた。（屋根のペンキが剥げてしまった）（県北・西部）
うそこけうそを言うな。
うち女性の一人称、わたし。イントネーションが「ち」にある（関西弁は「う」にイントネーションがある）。
うちかた/うちがた私の家。→「かた/がた」も参照。
うちら私たち。女性の方がよく使う。→「○○ら」も参照。
（例）うちらは知らん。（私たちは知りません）
うべる薄める。
（例）湯が熱いけえ、うべてえや。（お湯が熱いので、薄めてください）」（県北・西部）
ええいい。良い。うまく。週刊誌『女性自身』にも掲載された広島弁の笑い話の一つに、東京から広島に越して来た女性が、男女共有の洗面所でコンタクトレンズを片方落とし、鏡の前で装着に苦労していると、広島のオヤジが覗き込み「ええがにいかんか、ええがにいかんか?」としつこく言うので、女性が「そんなに映画に行きたいなら、一人で行けばいいでしょう!」と怒鳴ったと言う話がある。
ええとこずき八方美人。
（例）ありゃぁ、ええとこずきする奴じゃ。（あの人は自分に都合のいい方へいい顔をする人だ）
えーたいいつも。「えーてぇ」ともいう。
（例）えーたい雨じゃの。（いつも雨だね）
えずい賢い。
（例）試験で100点取ったんか、えずいのぅ。（試験で100点を取ったのか、賢いね）（西部）
えっと（量が）多い。
（例）そがいにえっとかわぁでもええじゃろうにのぉ。（そんなにたくさん買わなくても良いでしょうに）
えらい/えらぁ苦しい。しんどい。決して「偉い」や「賢い」という意味ではない。また、「非常に」という意味もある。中部地方から西日本にかけて広く用いられる。
（例）ありゃあえらかったで。（あれは苦しかったね）（全域）
（例）台風で木がえらい倒れとったで。（台風で木がたくさん倒れていたよ）
おいい標準語では「多い（おおい）」であるが、広島在住者および出身者は方言と認識していないことも多く、東京などに居住が長くても会話にこの言葉が残る場合が多い。広岡達朗、達川光男の野球解説や矢沢永吉伝説の一つの因ともなっている独特の言いまわしとして、この言葉が使用される事がある。
おうてんない（ですか）/おうてない（ですか）会ってみないですか。通常は「あう」ないし「あわん」だが、丁寧に言う場合のみ、「おう」の発音となる。
おおけー「大きい」という意味だが、年配者は「大（だい）けー」と発音する場合がある。
おおもん大きな（実際には出来もしないような）こと。
（例）おおもん、いんさんなや。（大きなことを言うなよ）
おおもんタレ大きな（実際には出来もしないような）ことを言う人。大ホラ吹き。
（例）おおもんタレが（大ホラ吹きめが）
おごうさん花嫁。（童謡、「花嫁人形」）の歌詞にある「金襴緞子の帯しめながら花嫁御寮（はなよめごりょう）はなぜ泣くのだろう。」の御寮が変化したものと思われる。
おさるちゃんちゃんこ。『ゲゲゲの鬼太郎』の鬼太郎が羽織っているような、袖のない綿入れ。
おさめるしまう、かたづける。方言であるという意識がないため、「はよおさめんさいや（早くしまいなさいよ）」を共通語で言おうとして、「早くおさめなさい」と言う例などが多く見られる。
おしこみ押入れ。
おしぴん【押しピン】画鋲。
おじゃみお手玉。
おじんじょ正座。
おせ大人（おとな）。
おそれ怖がり。発音は最初の「お」を強調。
お調子い悪ふざけする人。
おって「おる」の少し丁寧な言い方、目上の人などの所在を聞く場合、伝える場合などに使う。「◯◯さんおってかねぇ」（◯◯さんはいますか）や、「◯◯さんはおってんないねぇ」（◯◯さんはいません）と言う形で使用する。
おとこにしスガイ、巻貝の一種。蓋はサザエのように硬い。《おんなにし》も参照。
おどりゃーすどりゃー/おどれすどれ・おんどりゃー「お前」の意味。しかし、意味はなきに等しく、喧嘩の時にのみ使用し、相手を威嚇する言葉である。普通人が滅多に聞くことはない。また、日常会話ではまず使われない。怖く汚い広島弁を代表する言葉として知られるが、あまりに品が悪いためかテレビで披露されることもない。なお、実際に使うのは、「おどりゃー」「おどれ」だけである。「すどりゃー」「すどれ」は、実際には使用されない。「おどりゃーすどりゃー」「おどれすどれ」は、おそらく他県から広島に来た人が、広島県人の喧嘩がこう聞こえる、という揶揄的な意味を含んで呼んだものと思われる。
おなみ雌牛。
おはっつぁん仏壇に供えるごはん。
思いようる思っている。「あんたあ、うちのことどう思いようるん」（女性から男性への告白）「あんたこそワシのことどう思ようるんなら」（男性から女性への告白）。
おらぶ（うらぶ）【哭ぶ】叫ぶ。
（例）おらぶなや。（叫ぶなよ）
おらんいない。否定。肯定は「おる」である。過去形の「いなくなる」は「おらんよなる（おらんなる/おらーなる/おらーくなる）」。さらに、「いなくならない」の肯定である「いる」の場合は、「おる」のほかに、「おらーならん」という言い方もあり、少し複雑である。
おるいる。否定は「おらん」である。
（例）あんなはおるかい？（あの方はいますか？）
おるんない！おるの否定「おらん」ではなく、いるの否定「いるのですか！?」の広島弁。
おんなにしイシダタミ、巻貝の一種。蓋は硬くなく、薄い。

### か行
○○（の）か○○の所、宮のかで〇〇さんにおうたで（宮の所で〇〇さんに会ったよ）。
○○（より）か○○よりは。比較を表す。
（例）思うとったよりか、こまかった（思っていたよりは小さかった）。
○○か、○○かくらい比較を表す言い方で、女子や子供がよく使う。
（例）見えるか、見えんかぐらい、（見えるか、見えないかぐらい(微妙なところ)）
（例）終わるか、終わらんかぐらい、（終わるか、終わらないかぐらい(微妙なところ)）
貝かき潮干狩り。
カギジャコトビヌメリ。スズキ目・ネズッポ亜目・ネズッポ科に分類される海水魚の一種
かぐ、かぐる引っ掻く。「かなぐる」ともいう。
（例）猫にかぐられた（猫に引っかかれた）。（全域）
かける【駆ける】走る。広島では「はしる」は別の意味にしか使わず、もっぱら「かける」と言う。→「はしる」も参照。
かごむかがむ、お辞儀する。
ガゾウ（ガドウ）モクズガニ。
かた/がた【方】家。
（例）うちかたきんさい。（私の家に来なさい）
カラコギハオコゼ。カサゴ目ハオコゼ科の海水魚。
かばち文句。屁理屈や生意気であるといったニュアンスを含む。本来は、平面であるべきところに段差や食い違いができている状態を指す、大工の符牒。年配の広島人は現在でも「風呂のかばち」といったように、段差の意味でも使用している。「じゃけん/じゃけえ」などとともに代表的な広島弁の一つ。「かばち（ょ）ぉたれな！/かばちゅぅーたれんな！（文句を言うな！）」などと用い、「かばち」の「ち」と「を」が繋がって、「ちょぉ/ちゅぅ」というように発音する。テレビドラマにもなった漫画『カバチタレ!』や、矢沢永吉の1980年のアルバムタイトル『KAVACH』は、この言葉からの命名。
（例）あんなぁ、かばちばっかりいうとるげな。（あいつは、もんくばっかり言っているらしい）
かめるちょろまかす。
かもう「いらう」に意味合いが近いが、「相手にする」や「からかう」の意味でも使い、否定形の「かもうな」は「ほっとけ」という意味となる。
（例）A：あいつどうするん？（あいつはどうするだい？） B：かもうな。（ほっとけよ）（県北・西部）
かやる/かやれるひっくり返る。「こぼれる」に意味合いが近い。
（例）味噌汁がかやった。（味噌汁がこぼれた）
（例）耕運機がかやった。（耕運機がひっくり返った）（西部・県北）
かやすひっくり返す。「かやる」の他動詞型。
○○からに「○○してしまう」や「○○するとは」のような意だが、「○○（勝手に）しやがって」のような怒ったニュアンスを含む言い方。
（例）私をはねにして、勝手にやってからに。（私をのけ者にして、勝手にしてそんなことして）」
（例）食べてからに。（食べてしまうとは）
から身体（体格について）。
（例）からが大きい（身体が大きい。【体格がいい】の意）。反対は、からがこまい（身体が小さい）。
カラスギザニシキベラ、スズキ目ベラ科の魚。
がり祭りの鬼。
かる【借る】借りる。過去形は「かった」。
（例）今日、図書館で借ったんじゃ。（今日、図書館で借りたんだ）
○○がんす○○です。○○でございます。最近は、ほとんど耳にする事のない言葉。「ござんす」からの変化と言われる。かつては、備後・安芸方言の特徴を「備後ばぁばぁ安芸がんす」などと揶揄する表現もあった。藤子不二雄Ⓐの漫画「怪物くん」に登場するオオカミ男が使う。
がんぼう/がんぼ/がんぼたれ腕白小僧。暴れ者。暴れん坊。喧嘩。よく喧嘩をする子供。著名な広島弁の一つ。
ギースキリギリス。鳴き声が「チョンギース」と聞こえることから、その後ろ半分をとったもの。
ギザミキュウセン（ベラ科の魚）。オスは青いので「青ギザ」、メスは赤いので「赤ギザ」とも言う。
きちゃった（来ちゃった）来られた、いらっしゃった。広島弁で「〇〇されちゃった」は丁寧語。
きちゃない/きたなむさい汚ない。汚らしい。
きっぽ古い傷痕。子供の頃の傷が、大人になっても残っているような傷痕。
きょうだいし兄弟たち（兄弟衆からの変化？）
ギョールさん少女。若い女性。ハワイやカリフォルニアに居住経験のある高齢者がよく使う。
ギンガーヒイラギ (魚)。スズキ目ヒイラギ科に分類される魚の一種。表面が銀色に光るから？
きんにょう【昨日】昨日。「きにょう」とも言う。高齢者のみが使用している、絶滅寸前の広島弁の一つ。
腐れ外道性格や行動が酷い、悪い人という意味としての例えのMAX的表現。「仁義なき戦いシリーズ」でも度々使われたが、実際に広島極道の間でもよく使用されるとされる。
くいくさし・たべくさし食べかけ、食べ残し。「飲みかけ」や「飲み残し」は「飲みくさし」、「やり残し」は「やりくさし」。
くしゅぐる・くちゅぐるくすぐる。
（例）くちゅぐんなや。（くすぐるなよ）
くしゅばいい・くちゅばいいくすぐったい。「くすばいい」、「くつばいい」とも言う。西日本語の「こそばゆい」が訛ったもの。
（例）何かくちゅばいいのぉ。（何かくすぐったいなぁ）
ぐべんしゃ金持ち（分限者からの変化か？）
クモのえば（蜘蛛のえば）クモの糸。網を張るクモの糸を指すこともあるが、倉庫・小屋などにハエトリグモなどの網を張らないクモがはいた糸を指すことが多い。
くる切る。トランプや花札などのカードを切る以外では使用しない。相手に頼む時は、「トランプをくってぇやぁー」のような言い方となる。
グレンクレーン
○○げ○○のような。○○なふうな。
（例）あの人、悪げなね。（あの人、悪そうだね）
（例）あの人、やらしげ。（あの人いやらしそう）
けがれ汚いのが嫌いな人。潔癖症。
（例）わしゃあ、けがれじゃけえ。（私は、汚いのが嫌いだ）
これには、他人が口を付けた物（食べ物や飲み物）には、「口を付けたくない」ということも含んでいる。
ゲが出る嘔吐する以外に非常に印象が悪い時にも使う。
ケーキアイスクリーム。広島弁では、アイスクリームのことをアイスケーキと言い、さらにそれを略した言い方。
けつる蹴る。
げな/げなー○○のような。○○らしい。伝聞を表す。
（例）あっこに、ビルが建ったげな。（あそこに、ビルが建ったらしいよ）（西部）
げに/げんに/げんど/がに（相手の話の腰を折って）ところで本当のとこは○○。議論が行き詰まって、まとめる時に使うことがある。奥田民生の「マシマロ」という楽曲に「げにこの世はせちがらい（ところで本当にこの世はせちがらい）」と、広島弁のこの言葉を使う歌詞があるが、他県の人には気付かれないこともある言葉でもある。また中川秀直が、私的公式サイトの名前にこの言葉を付けている。古典などにも出てくる、もともとは共通語らしいが、広島地方の方言として残っている。
（例）げに、どうしょうかいのぉ。（ところで、どうしようか）（県北・西部）
げぼ嘔吐物。
（例）げぼ吐く。（もどしてしまう）
○○こうに○○しないように。
（例）じゃませんこうに。（じゃましないように）
（例）喧嘩せんこうに。（喧嘩しないように）
こう：買う。
ごうをいる面倒を見る。世話をする。これが転じて、「面倒をかける」や「苦労をさせる」ともなる。「ごういる」ないしは「手ごういる」とも言う。
こうへいげな【公平げな】生意気な。偉そうな。一丁前な。一見すると不満のなさそうな。平静そうな感じを装っているが、内心は不満たらたらな（そんなところがまた、しゃくに障る、生意気だという意味）。
（例）公平げなこと言うとらんこぉ、早う手伝うてぇやぁー。（得々と一丁前なこと（賢しらな言い訳、理屈、もっともらしい逃げ口上）言っていないで、早く手伝ってよ）
（例）あんなぁ、公平げなことを言よったで。（あいつは、一丁前な、生意気なことを言っていたぞ）
こがあな/こがいな/こげな→「あがいな」を参照。
こげる折れる。共通語の「焦げる」とは違う。→「もげる」も参照。
（例）かどがこげた。（隅っこが欠けてしまった）（県北）
ここらこのあたりで。このへん。
（例）こんなもここらで男にならんと、もう舞台は回ってこんど。（お前、このあたりで男にならなければ、もう舞台の出番が回ってこないからな）
『仁義なき戦い 頂上作戦』の三上真一郎のセリフから引用。
こさえる作る。標準語の「こしらえる」に由来。
こそばいいくすぐったい
こすい/こぶいずるい、狡い。
こっからここから。
こっぱりかさぶたのこと。
コッペパンメロンパン（共通語でのコッペパンは、味付けパンという。）
こつるコツンと小さく当たること。
こまい小さい。非常に小さいときは「こんまい」とも言う。
（例）肝っ玉、こまいのぉ。（肝っ玉が小さいねぇ）
こらえんどゆるさない。標準語「こらえる（堪える）」＋広島弁の否定「ん」＋さらに強い否定「ど」が組み合わさった言い方。「こらえない」という言い方は強いニュアンスは含まれないが、「こらえんど」と言われたら恐怖MAXで、何かしら危害が加えられるのを覚悟しなくてはならない。
ごりんどうダボハゼのこと。何にでも喰らいつく「はぜ」のことで、何にでも飛びつく人を軽蔑し、これに例えることがある。
ころ自転車の補助輪、あるいはキャスター。
（例）今日はころを外して、練習してみようかのぅ。（今日は補助輪を外して、練習をしてみよう）（全域）
こわい固い。
（例）あんたの髪の毛はこわいねえ。
ごんち五日。いつか。
こんとな「あがいな」を参照。
こんな/こんにこいつ。
（例）こんなと飲んだら死んだもんにすまんけえのぉ。（こいつと飲んだら、死んだ者に申し訳が立たないからな）（西部）
『仁義なき戦い 完結篇』での菅原文太の終盤のセリフから引用。

### さ行

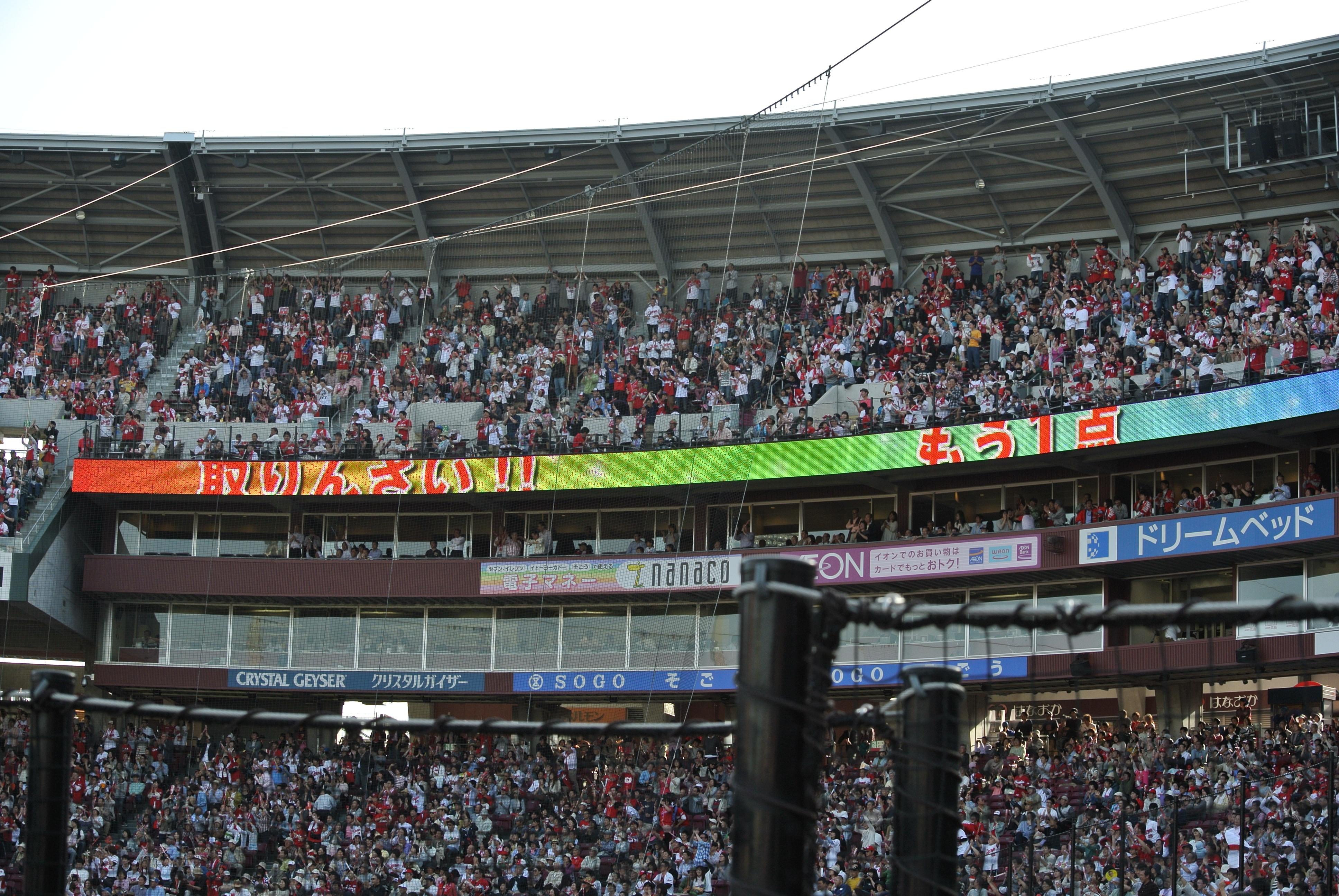
MAZDA Zoom-Zoom スタジアム広島のリボンビジョンに表示される広島弁

○○さい○○しなさい。標準語の「○○しなさい」よりも強制度は低い。子どもや家族など親しい人に対しては、「○○ちゃい」とも言う（主に女性）→「○○ちゃい」も参照。
（例）はよ寝んさい。（早く寝なさい）
（例）これ食べてみんさい。（これ食べてみたら）
（例）持って帰りんちゃい。（持って帰りなさい）
さえん
ぱっとしない・役に立たない
落ち込んだり、思わしくない状況の時に使う。しょんぼり残念な気持ちにも使用する。
(例)「わし朝起きたら、両目にメボできとってから、ほんまぶちさえんでから。ほーじゃが、ママんとこ言きゃあ、”あんたぁできん喧嘩でもしたんねえ”じゃあ言うて笑ろうてくれるじゃろうけえ、箔もつかんかあ思うて、そのままんしとるんよ。」
さげる持ち上げる。共通語の「提げる」よりも広い意味で使われ、物を下から支え持つ時にも使われる。
（例）おい、そっちのはしをさげてくれえやぁ。（そちらの側を支え持ってくれ）
さし定規。物差し。
（例）さしでしばかれた。（物差しで叩かれた）
さすさせる。やらせる。使役を表す。共通語の「指す」や「刺す」の意味ではない。「す」にアクセント。
さばく・さばける散らかす。
（例）母親が掃除したばかりの部屋をすぐに子どもが部屋中におもちゃを散らかした際に
「もう、さっき掃除したのにすぐさばいてからに!」(もう、さっき掃除をしたのに、すぐ散らかして!)。
しあいこ交互にすること。
（例）マッサージしあいこしよう。（マッサージを交互にしよう）
シクチメナダ。海水魚の一種。ボラに似ているが、頭部がボラより平たい。ボラより不味いとされる。
しご始末。世話。手入れ。喧嘩用語としての使用の場合は「しごうしちゃるど」「わりゃしごうしちゃろうか」「しごうしあげたるど」などと使い、先方に言われた場合は注意が必要。県西部の島部や海沿いではさほど恐ろしいニュアンスでは用いられず、むしろ日用語である。
（例）しごに（ん）ならん。（始末に終えない）」
（例）魚のしごをしとけ。（魚をさばいておきなさい）
（例）しごぉされるど。（大変な目に遭わされるよ→つまりしばかれる、なぐられる、痛い目に遭う。）
（例）畑のしごをせにゃあ。（畑の手入れをしなくては）
しごうするボコボコにする・リンチに遭わせる。
しったげ【知ったげ】知ったかぶり。
してい/してー（長さとしての）1日。1日2日は「していふつか」という。古代に「1日」を「ひとひ」と呼んだことに由来する。
○○したげる○○してあげる。
○○しちゃる○○してあげる。男性はこちらを使うことが多いと思われる。
（例）わしが代わりにしちゃろう。（私が代わりにしてあげよう）
してる捨てる。落とす。
（例）どこでしてたんかのぉ。（どこで落としたのかなぁ）（西部）
○○しとる○○している。
○○しな○○している最中である。○○している途中である。「いにしな（帰る途中）」や「いきしな（行く途中）」などと使う。
（例）いにしなに、よっとくわ。（帰る途中で、寄っておくよ）（西部）
じなくそ嘘。大間違い。まったく駄目な様子。
（例）あんなぁ大じなくそ、たれやがってからに。（彼は大ウソをつきました）ありゃあ、じなくそばぁ、しょーるでなあ。（あいつは、大間違いばかりしているよ。）（県北）
しにいる青あざができる。共通語の「染みになった」から生じたもの。
（例）しにいった（青あざができた）
しぬる【死ぬる】死ぬ。「往ぬる」とともに、古語のナ変動詞の活用が現在に残ったもの。
しまつ節約。
（例）あっこの家はようしまつしんさる。（あそこの家はよく節約される）（西部）
しみる【凍みる】凍る。
（例）はぁ、道がしみとろうのぉ。（もう、道が凍っているだろうなぁ）（西部）
じゃだ。語尾に「じゃ」が残るのは、広島県周辺だけといわれる。
じゃけえ・じゃけん・じゃろだから。
じゃっかぁしゃい・じゃっかぁしいやかましい。うるさい。
じゃっちゃ「です」、「だよ」の強調。
（例）ホンマじゃっちゃ！（本当だよ）
しゃび・しゃびる錆・錆びる。
○○じゃもん○○だから。○○だもの。
（例）分からんのじゃもん。（分からないのだから）
（例）知らんのじゃもん。（知らないのだもの）
○○じゃわ○○だわ。○○である。
（例）またじゃわ。（まただわ）
しょーる/しょーん/しょん/しちょる/しとんしている。たいていは「何しょーるん？（何しょん？）」や「どうしょーるん？」という、どちらかの使い方が多い。「何しょーるん？」という言い方は、「おま何しょーるん？（あなた何をしているのですか？）」というように、今、何をしているのかを聞く場合と久しぶりに会った人に、長く会わない間、どんな生活をしていたかを聞く場合でも使う。さらに、強い調子で「何しょーるん！（「や」、「ね」、「なら」などが語尾に付く）」と言うのは相手の行為を非難したり叱ったりする意味となる。→「○○ょん」も参照。
じゅるいぬかるんでいる。
（例）田がじるいのぉ。（田圃がぬかるんでいますね）（西部）
ショウトホオジロ（古い呼び名である「シトド」からの変化）。
しわい/しゅわい疲れる。しんどい。また、噛んでも噛み切れないような、筋の残る野菜を食べた時などにも使う。
（例）しわいけぇ、よぉ食べれん。（硬くて食べられないな）
しんきな辛気な。退屈な。しんどい。片腹痛い。
すいい酸っぱい。
すいじん（水神？）・すいじんさんシラスウナギ。
すいばり（木のごく小さい）とげ。木材表面のささくれ立った部分のこと。特に、皮膚に刺さったときに使われる。
（例）すいばりがたった。（とげが刺さった）（西部）
ずえる崖・土手などが崩れ落ちること。
すぐ/ずく調子に乗ってふざける。（東部）
（例）なんするんなら！（何するの！）
スタンドスナック。
すなやするな、しないで
ずるズボンなどが下にずり下がること。
ずんごむ突っ込む。
（例）川へずんごんだ。（川に突っ込んだ→川に落ちた）（西部）
ずんだらかすズボンを下にずらしてはくこと。
せ/せぇ【背】身長。年配者は「せぇが高い」というような言い方をする。
（例）せんないのぉ。（面倒くさいなぁ）（西部）
せにゃぁ/せんにゃぁ/せんとぉ○○しないと（いけないよ）
（例）はようせにゃぁ。（早くしないと（ダメだよ））
せばい狭い。
せやぁーない大丈夫。問題ない。
（例）せやぁーないよ、やってみんさいや。（大丈夫よ、実行してみなさいよ）
せんとぉ→「せにゃぁ/せんにゃぁ」を参照。
せんとってしないで
せんない面倒くさい。
そがいな/そげな/そんとな→「あがいな」を参照。
そばえ・そばえる通り雨・通り雨が降る。
そばり/そべら→「すいばり」を参照。
そら上(かみしものかみ)。北
（例）そらのはたけぇ、なっぱぁ採ってきてぇや。（上の畑へ、葉物野菜を採って来てよ）
それみいやそれみろよ
そんなんそんなの。そんなこと。そこまで。子供が用いる。
（例）そんなん、なろーとらんし。（そんなの習っていないのに）
（例）そんなん笑わんでも。（そこまで笑わなくても）

### た行
たあ/たー○○より。○○以上である。比較を表す。
（例）10万（円）たーなる。（10万円以上になる）
（例）パンたあ好き。（パンよりは好き）
だーれも誰も。広島弁は言葉を伸ばし強調するという特徴があるが、これは後に続く言葉（動詞）が必ず否定で、「だーれもおらん（誰もいない）」やや「だーれも見ん（誰も見ない）」などとなり、「より誰も○○ない」ということを強調する言い方となる。
たいがたぁありがたい。申し訳ない。（耐えがたいからの変化）
たいぎい億劫な、だるい、面倒くさいなどネガティブな意味。古語の「大儀（たいぎ）」が変化したものと言われる。広島県人が世代を問わず非常に良く使う言葉。「じゃけぇ」と並んで、広島弁の中でも有名な言葉の一つ。2021年の東映映画『孤狼の血 LEVEL2』でも、鈴木亮平演じる上林のセリフとしても大きくフィーチャーされた。呉周辺では、「疲れた」の意味で使われる。
（例）たいぎいけぇ、行かんかった。（面倒くさいから、行かなかった）
（例）夜勤明けじゃけぇ、たいぎい。（夜勤明けだから、疲れていてだるい）
（例）風邪でたいぎいけぇ、先にいぬるわ。（風邪で体がだるいから、先に帰るよ）
また、「たいぎい」を人に対して使うことによって、「うざったい」という意味を表すこともある。
（例）A君はたいぎい。（A君はうざったい）
（例）おまえたいぎいんじゃーや（あんただるいね）
たいがい【大概】共通語の「大概」と意味ではあまり相違なく、方言でないかもしれないがよく使う。しばしば、「いい加減」という意味で使う。
（例）たいがいにせぇよ。（いいかげんにしなさい）
タイタイ魚の幼児語。（そこにタイタイがおるよ。）
たう（高い所などの離れた場所に手や足などが）届く。「（郵便などが）送られてくる」といった標準語の「届く」の意味はない。広島県人が共通語だと思っている言葉の一つ。否定は「たわん」である。→「たわん」も参照。 2012年7月東京銀座にオープンした広島県アンテナショップ「tau」の店名に採用された（命名は有吉弘行）。
（例）天井に手がたう。（天井に手が届く）
（例）プールに足がたう。（プールに足が届く）
たける【猛る】大きい声を出す。
（例）おい、たけって呼んでみい。（おい、大きい声で呼んでみなさい）（西部）
たちまち【忽ち】取りあえず。共通語の「忽ち」のように「短時間に」という意味ではないのに注意。アクセントは「たちまち」と、「ち」を強く言う。後述の「取りあえず」と逆転している者もいる。
（例）たちまち、それでええわ（取りあえず、それで良いですよ）
たびにでる【旅に出る】地元を離れる。
たびのひと【旅の人】他所から引っ越してきた人。《反対》…地の人
たべくさし・くいくさい食べかけ、食べ残し。「飲みかけ」や「飲み残し」は「飲みくさし」、「やり残し」は「やりくさし」。
たわん届かない。肯定は「たう」である。→「たう」も参照。
（例）梯子がたわん（梯子が届かない）
○○だん○○する段階になって。○○する途中で。「○○しな」とほぼ同義だが、タイミングの悪い時に使うことが多い。
（例）往ぬだんになって来やがった（帰ろうと思った時に来たよ）
団地全国的には集合住宅のことだが、広島で「団地」という場合は、山を切り拓いて整地され、一軒家一戸建て住宅が集まっているエリアを差す。
ちぃたぁ/ちーたー/ちいと少し。「ちぃたぁ、ワシのゆうことを聞けえや」。
（例）ちぃたぁゆぅことを聞け。（少しは言うことを聞きなさい）（全域）
ちいちゃい/ちっさ小さい。
ぢのひと【地の人】その地に住み続けている人。《反対》…旅の人
ちびる磨り減る。摩耗する。若者には共通語の「漏らす」の意味で取られ、通じない場合がある。
（例）タイヤがちびとるど（タイヤが磨り減っていますよ）
○○ちゃい/○○ちゃい○○（しな）さい。年配の女性が子供など、目下の人に使う命令を表す言葉だが、優しく言う時にも使う。
（例）早くしんちゃい。（早くしなさい）
（例）帰りんちゃい（帰りなさい）
ちゃった、〇〇しちゃった→きちゃったを参照。
ちゃぶる相手を翻弄する、遊びを入れる。広島出身の木村和司がチーム内で流行させ、横浜F・マリノスに受け継がれているとされる。
ちょっくりちょっと
（例）ちょっくり、出てくるわ。（ちょっと、出かけてくるわ。）
ちょっと聞いてみるんですが..質問の冒頭に言う。他県では言わない。広島の新しい方言とみられる。
ちんくそ恥垢。
ちんこ身長が低いこと。
（例）広島の人間はちんこじゃけえ…。（広島の人は身長が低いから…。）
チンボキリタイコウチ。水生昆虫の一種。
チンボスターカワテブクロ。ヒトデの一種。
チンボダシアサヒアナハゼ。海水魚の一種。大きな生殖器が体外に出ていることから。
チンボミミズフトミミズなどの大きなミミズ。
○○（して）つかあさい○○してください。○○してもらえませんか。
（例）席をゆずってつかあさい。（席を譲っていただけませんか）
つぐ「注ぐ」が転じて、車にガソリンを給油する、ストーブに灯油を継ぎ足す場合に用いる（標準語ではそれぞれ「給油する」「継ぎ足す」）
つどうかち合う。
つばえるふざける。騒ぐ。（嬉しいとや喜ばしいことなどがあって）興奮してのぼせてしまう。
（例）あんたら、電車でつばえんさんなよ。（君たち、電車の中では騒がないのよ）
つまらん1. 駄目な。面白くない。2. 機能しない。故障した。
（例）電話がつまらんようになった。（電話が壊れた）（西部）
つもり予定
（例）今日はつもりがあるけぇ、行かれんわぁ。
○○て(手)○○する人。
（例）見てがない……見る人はいない。来てがない……来る人はいない。食べてがない……食べる人はいない。
テカブリイトヒキハゼ。スズキ目・ハゼ科に分類される魚
てご/てごう手伝うこと。
（例）やれんけぇ、てごう（を）してぇや。（難しいので、手伝ってください）（県北・西部）
でべそ出たがり。外出好き。
（例）あんたあ、でべそじゃねえ。（あなたは、外に出たがりだねえ）
デングイ(デングリ)スナメリ。ネズミイルカ科に属する小型のイルカ。
デンチョウウシノシタ（シタビラメ）。沿岸部で干物にされているのをよく見かける。
トウガキ（唐柿）イチジク。
とうじん愚人。
（例）とうじんじゃのう。（馬鹿だな）（瀬戸内）
相手のおこないを「愚行」と決めつけて、貶す（けなす）ときに使う。
どーしょん？（どうしょーるん？ 何しょーるん？）何をしているのですかの意。今何をしているのかを聞く場合と、久しぶりに会った人に長く会わない間、どんな生活をしていたのかを聞く場合でも使う。
どーしょんなら！「何をしているんですか」の意。「どう（何）しているんだ」が変化したもので、喧嘩が始まるきっかけとなるセリフ。「どーしょん？」という言葉を強く言う言い方。同様な言い回しに、何しょーんなら！ 何よーるんなら！（何言っているんだ）など。実際の使用例としては「わりゃ、どーしょんなら！」といった言い方が多い。
どうたらこうたらどうしたこうしたの意。何をたらたらの変化か？ 広島人はこれを共通語と思っているが、これはれっきとした方言である。「とうたらこうたら言いんさんなよ（どうしたこうした言わないでね）」
どーなろーにゃどーにもならないの意。
とぎ友達の意。おそらく「伽」の事だと思われる。「とぎゃぁおらんのんか？（友達はいないの？）」（西部）
ど・で疑問・否定を含んだ動詞の語尾に付く、〜よ、を強くした言い方。思うよ、知らないよ、違うよ。が「思うど（で）」、「知らんど（で）」、「違うど（で）」となる。また完全に否定する場合は語尾を強く止め（「思うど」）、疑問を含む場合は語尾を伸ばしながら上げる（「思うど〜」）、という微妙な使い分けがある。標準語の言い方では「〜で」の後は「〜で、〜」と必ず話が続くが、広島弁で「〜で」は「〜で。」と話が終わるケースがあり、変わった言い回しの一つと思われる。『仁義なき戦い 頂上作戦』の小林旭最大の見せ場での名ゼリフ「広島ヤクザはイモかも知れんが、旅の風下に立った事はいっぺんも無いんで。」
どがい（どがぁ）どうにも、の意。「どがいもならん（どうにもならない）」
どしたん？（どうしちゃったん？）どうしたの？ の意。親しい間柄だけで使う。関西弁での「どないしたん」にあたる。
どっしゃげる大きいものが他の大きなものにぶつかるの意。「あっこでどっしゃげとらぁ（あそこでぶつかっているよ）」
とどる液体などに溶けている固体や、なにかしらの成分が瓶など容器の底に沈澱すること。
どぶ魚の内臓。
どぶ汚泥のたまった溝。
どべびり
とらげる片付けるの意（東部）。
取り敢えず･･･たちまちの意。広島弁では共通語とは逆転していることがある。
どーゆん→なんてゆん？
どようし→莫大。きわめて大きいこと。
どベ→ビリ
ドンコウ河口・沿岸部で見られる、体表がヌメヌメとした食用とはならない小型のハゼ科の魚の総称。

### な行
ないなった、のうなった無くなった、の意味。
ないなかすなくす。
ないようなった無くしてしまったの意。ないなった、のうなったの過去形。「財布ないようなった（無くしてしまった）」
なおす片付ける。近畿から九州にかけて使用。「使ったおもちゃはちゃんとなおしとくんよ」
〜なかった〜だった。「大きなかった。（大きかった。）」
なかろーもー→ もー
なげる置くという意味。「そこら辺になげといて（そこら辺に置いてて）」。
なしてなぜ、どうして。「なしてそがぁなことをしたん？（なんでそんなことをしたの？）」（県北・西部）
〜なのにから〜なのに。
なにしょん、なんしょん（何しょーるん、何しちょる）疑問形と激怒する時との使い分けがある。なにしているの？「あんたあ、なにしょん？（あなた、何やっているの？）」というように、今何をしているのかを聞く場合と久しぶりに会った人に、長く会わない間、どんな生活をしていたかを聞く場合でも使う。優しく言えばこの意味だが、強く「なにしょーん！（なにしょん！ なにしょんなら！）」と言うと「お前何やってんだコラ！」「わりゃ何やっとるんじゃ！」と喧嘩の始まりような意味合いとなる。
何して、なんして共通語では「何(を)して」。これを用いた活用例として「何してええかわからん」などがある。これは三つの広島弁が合わさった言い方。「何して（何をしたら）ええか（いいのか）わからん（分からない）」。
なばキノコ。その他の食べることができないキノコは「クソなば」と一括で表現（西部）。
なまける湿気る。
〜なら！（動詞の語尾につける）〜ですか！ にあたり喧嘩の時によく使い、広島弁が乱暴なイメージを与える言葉の一つ。「わりゃ何いょーるんなら！（あなた何を言っているのですか！）」 「どしたんなら！（どうしたって言うんだ！）」。よく使う例として「なんなんなら！（何なのですか！）」がある。
なりてする人、やる人。「段々なりてがおらんよーになるで（段々やる人がいなくなるよ）」
○○なん○○なの、○○のような事。「こんなん知らん（こんなの知らない）」「そんなんダメじゃ（そのようなことはダメだ）」「そがいなんいらん（そんな物はいりません）」。
なんてゆん？ どーゆん〜なんて言うの？ 発音は「なんてゆん？」と「ゆ」を強く発音する。言い方が分からない時、繋ぎで女性がよく使う言い方。参考→ 〜ゆん？
何となし(に)何となく。
なん？なんなん？なんなら！何なの？。なんなん？ と、あとの方の「なん」を強く発音する。「なんなんじゃろー？（何なのかなー？）」。
なんじゃかんじゃ：何だかんだ。
なんぼう：幾ら。
なんもかんも何もかも。
なんよのう..何だろうなぁ..。話をまとめたり変えたりする時に使う慣用句。あまり意味はない。
にがる体の奥の方が鈍く痛む、えぐるように痛む。外部からの要因での痛みではなく、痛みの原因が体の中にあるケース、虫歯や腹痛などに限って使う。刃物で手を切る、人に殴られるなど、外部要因による痛みの表現としては使わない。「つべたいもん食うたら腹がにがってのう（冷たい物を食べたら腹が痛くなったよ）」（県北・西部）
にぎりケチ、守銭奴の意（悪い意味で）。「あれはにぎりじゃけえのぉ（あいつはケチだからね）」（西部）
二重焼き大判焼き
○○にゃぁ〜しないと（ダメ）。見にゃぁ（見ないと）、食べにゃぁ（食べないと）、せにゃぁ（しないと）。
ぬくいぬきい、とも。暖かい。「昨日はぬくかったのに、今日はさみいわぁ」（昨日は暖かかったのに、今日は寒いなあ）
ぬぶ伸びる。「髪がぬぶ（髪が伸びる）」、「草がぬぶ（草が伸びる）」
ねきそばの意（人間関係的な近さも表すか？）。「火のねきに行くなよ（火の側にいくなよ）」（西部）
ねとすぐそばの意「そのねとへ置いてぇてください（その近くに置いてください）」（県北・西部）
ねと根元「木のねと切っとき」
ねぶたい眠い。「ぶちねぶたい（凄く眠たい）」（西部）
ねぶとテンジクダイ
ねぶる（舐る）なめる。「犬にねぶられたぁや（犬になめられたよ）」（西部）
ねま寝床、布団。「ねまぁひいたか？（布団ひいたか？）」
ねんだぁほるあれこれうるさく聞く。「ねんだほり」は人の噂話などをあれこれと探る人を指す。
〜の〜人、〜な奴、の意味だが、語尾のみに付ける。標準語では例えば「嬉しいの」と形容詞の後に付いたり「嬉しいの？」動詞の後に付いて質問形となるが、広島弁で「〜の」を使う時は「嬉しげなの（はしゃいでる人、奴）」、「生意気なの（生意気な奴）」となる。
ノウクリドチザメ。海岸部では湯引きして、酢味噌で食用にする。
のかす、のく、のける、のけとく人間がどく（動く、動かす）場合と物を動かす時と両方使う。「ちーと掃除するけぇ、そこの机のけといてくれん？（ちょっと掃除するから、そこの机をどけておいてくれる？）」
のる「の」にアクセントがある。下を向いているときに顔を上に上げる動作。背筋を伸ばすことという意味もある。「のって食べんさい（背筋を伸ばして食べなさい）。」
〜のん〜でない、という意味の否定。「死なんのん（死なない）」「生きんのん（生きないの）」「食べんのん（食べないの）」。

### は行
はぁもう、すでにの意。「はぁ、いんだん？（もう、帰ったの？）」（県北・西部）
ばぁ〜ばっかりの意。「ばばぁばぁじゃ（婆さんばっかりです）」（東部）
はがええ、はぐいいはがゆい、腹立たしいの意。「あー、もうぶちはがえぇのう（あー、とてもはがゆいな）」
はぐるめくるの意。布団や衣服のようなある程度大きく厚みのあるものに使われ、カードのような薄く小さいものには使わない。
はげウマヅラハギ、カワハギ。
はしる痛いの意。おそらく痛みが走るの事だと思われる。「足と頭がはしる（足と頭がいたい）」（県北・西部）
はさる挟まる事。「（食べかすが）歯にはさってしもうた」などと使う。
はせる挟むの意。他地域で働いている時、書類をファイルに綴じてもらおうと「これ、そこのファイルにはせといて」などと言うと怪訝な顔をされる。
ばちとってもの意。「ぶち」を参照。
ばっち他所（よそ）、知らない遠方の場所。「某地」からの転と思われる。
はねのけ者。はねっこ、とも。「今日は遊びょうって、はねになった。」（今日、遊んでいて、のけ者になった。）
ばばいいまぶしい。（「まばゆい」からの変化）
はぶ歯茎のこと。「歯槽膿漏で、はぶが痛とうてのう。」（歯槽膿漏で、歯茎が痛くてねえ。）
ぱーぷー馬鹿。
はぶてる不機嫌になる。すねる。腹を立ててふてくされる。広島県人の移民の多いハワイでも現地の言葉として定着している。「そがぁに、はぶてんなさんなや（そんなに、すねないでよ）」（西部）
はめ・はみまむしの意「はめぇ捕まえたけぇ、焼酎につけちゃろ（まむしを捕まえたから、焼酎につけよう）」県北では「はみ」（西部）
はやる紙切れ・布切れなどの薄くて小さなものが風に飛ばされる事。
はよう：早く。
ハランキョウスモモ。
ばり「ぶち」の最上級で「すごくスゴい」の意。「ぶち」の同義語で「ぶち」と同じく広島弁とされる。「ぶち」には三段活用があり、「ぶち」の上、英語の「MORE」が「ばち」、英語の「MOST」すなわち最上級が「ばり」にあたる。「ぶち」はスゴい。「ぶり」はもっとスゴい。「ばり」はすごくスゴいと使い分ける。
ばんげ夜の意。「きにょうのばんげに（昨日の夜に）」（県北・西部）
ひ明かりの意。火、陽、灯などから。「ひ、つけてや（明かり、つけてよ）」（西部）
ひぃー必死の意。「そがいに、ひぃーなりんさんなや（そんなに必死にならないでください）」
ひこずる引きずるの意。
ぴしゃげる叩くの意。平手打ちをすること。また、「平手打ち」を表す名詞として「ぴしゃげ」もある。「逆らうやつはぴしゃげるど!（逆らうやつはひっぱたくぞ！）」
びっしゃこびしょ濡れの意。「急に雨降ってきて、びっしゃこじゃ（急な雨でびしょ濡れです）」（県北・西部）
びったれ小心者。
ひてい1日の意。もう聞く事も少なくなった死語となりつつある広島弁の一つ。「ひてい、ふつか（1日、2日）」
ひなか日中の意。「日のひなかから、そとに出らりゃあせんわいや（日中（昼過ぎ）から、（暑くて）そとに出ることなんて出来ないよ）」（西部）
ひやい冷えた。
ひよる風で物が飛んでいく。「洗濯物がひよる」
ひらめやまめの意（西部）。
ひわる曲がること。漢字で書くと「干割る」。「この板はひわっとる（この板は曲がっている）」
ひんじょう文句、不平不満の意。「ひんじょう言うな（文句を言うな）」（西部）
ブイブイグミ (植物)。
ふうがええみっともない、格好悪い。本来は、風体・体裁（風）が良い（ええ）という意味で、「むすびのむさし」の包み紙にも「好都合である」と書かれているが、現在では皮肉を込めて逆の意味に用いられることの方が多い（西部）。
ふうがわりいみっともない、体裁が悪い、格好悪い。通常こちらを使うことが多いと思われるが、上記の「ふうがええ」を使う事もある。
ぶち「とても」「すごく」の意。「ぶち」「ぶり」「ばり」は全て広島弁。「ぶち」には三段活用があり、「ぶち」の上、英語の「MORE」が「ばち」、英語の「MOST」すなわち最上級が「ばり」にあたる。「ぶち」はスゴい。「ぶり」はもっとスゴい。「ばり」はすごくスゴいと使い分ける。
ぶと標準語でいう所のブユ（蚋）。
ふとい大きいの意。「ぶちふといはめ（はみ）がおったで（とても大きいマムシがいたよ）」（西部）
ぶに分（ぶん）、物（もの）の意。「わしのぶに」「このぶに」。岡山弁であるが福山市でも使われる。
ぶり、ブリぶちを参照。「これ、ブリうまいのう」など。
ブロイラー手羽先
ブンダイバテイラ。ニシキウズガイ科もしくはサザエ科に分類される巻貝の一種。
ブンブンカナブン・ドウガネブイブイ・ハナムグリなどのコガネムシの総称。
へしゃげる・へちゃげるつぶれる、へこむの意。へちゃげるとも言う。「事故で車がへしゃげた（車がつぶれた）」
べっち・べこ子牛の意。「べっちをこうてくらあ（子牛をかってくるよ）」
へりそば、ふちのこと。縁。「ねと」との違いは微妙。「本はテレビのへりに置いたる（ほんはてれびのそばにおいてある）」（西部）
ほいで、ほいでからそれで。「ほいでのぅ、いんだげなで（それで、帰ったらしいよ）」 （西部）。
ほー（ほう）、ほうじゃのうそう、という相鎚で使う言葉。そうそう、と言う時、ほーほーと言う。「あぁ ほうね（ああそうか）」。「ほうなんじゃあ」（そうなんだ）。
ほうくる強調しかし、放くるか？ ほうくりだす（叩き出すのような）。ほうくりなげる（いまいましく投げ捨てるの意）
ほいと物乞い。
ほいとぐい自分の欲しい物を最後まで取っておく食べ方。「あんたあ、ほしとぐいしんさんなや。」
ほいじゃがそうですが。
ほうじゃのお–そうだなあ–。
ほうとくない情けない、だらしない、つまらないの意。「ほうとくない奴じゃのぉ（情けない奴だなぁ）」（西部）
ホゴカサゴ。カサゴ目フサカサゴ科の魚類。
ほしい惜しい。ほしかった（惜しかった）。
ほっとぬるいのろい、もたもたしている。
ほぼろを売る・ほぼろをふる嫁が勝手に里へ帰ることだが、即離婚という意味ではない。気が強く自主性も強い広島の女性気質の例えとして、大宅壮一の著書でも紹介されている。「ほぼろ」とは食材などを入れる竹の籠の事で、家事に必要なため、これを売る、つまり離婚を指す。かつて他の地方では、家庭でいざこざが起こると嫁の泣き寝入りに終わるのが普通だったが、広島の女は憤慨して実家に帰ることが多かった。そのまま離縁になることもあったが、それは例外で、たいていはまた婚家に戻って来る。これは夫や姑に反省を促す一種のデマであった。離婚の場合も女の方で子供を引き取ることがかつては多かった。「ほぼろ」を編むときは、籠の目を四つくらいかがって一度戻り、またかがることから、夫婦の間でも、時々実家に戻って絞め直す方がいいという意味で使われた。
ほんじゃーねそれでは、さようなら。といった意味の広島弁。主に広島の若い女性がよく使う。男性や言葉遣いの荒い人だと「ほんじゃーの」となる。
ボンジャコシャコ。軟甲綱 トゲエビ亜綱 口脚目・シャコ科に属する甲殻類。

### ま行
まくれる（豪快に）転ぶ。ひっくり返る。「ばあちゃんが、まくれた（婆ちゃんが、（股関節骨折していないか心配なくらい）。ころんだ。）」
まげ見事、立派、上手。「あんたぁ、まげな鯉を釣ったのう（あんたは、立派な鯉を釣ったね）」、「まげにいかん（上手にできない）」
まねし真似をする人の意。相手を揶揄する時使うが、死語になりつつある。「まねしじゃーや（真似する奴だ）」。
まめ（に）元気（に）。
（例）あんたぁ、まめにしとったんね。（あなたは、お元気でしたか？）
マメダヌキニホンアナグマ。イタチ科アナグマ属に分類される食肉類。
マルムシダンゴムシ。
まん運
（例）まんがええ（運がいい）。
マンジュウガニマメコブシガニ。
まんまんさん南無阿弥陀仏（幼児語）
まんまんきびトウモロコシ。南蛮黍からの変化。
まどう:元の通りそっくりに戻すこと。弁償すること。
みそ遊ぶ時に鬼などにはならない子供。鬼ごっこなどで年の離れた子供が遊ぶ時、小さな子供は走るのが遅く狙われやすいので、タッチなどされても鬼などになることを免れる。
みて観る人。
みてる（ある一定の量があったものが減って）無くなるの意。忌み言葉と同音のため、反義語「満てる」が転じて使われるようになった。「みなみてたわ（全部無くなったよ）」（全域）
みなみんな。「みなおらんわ（みんないないな）」（全域） 全部という意味も持つ。「みな腐ってしもぅたわ（全部腐ってしまったよ）」
みみご耳垢。
みやすい簡単な。「そりゃ、みやすいの（それは、簡単だね）」県北・東部は「みやしぃ」。（西部）
〜むんもの、の意味だが、確保しているもの、の意味。「お菓子ウチのむん、あんたのむん（お菓子私の（これが確保している）もの、これがあなたのもの）」
難しくないですか?大丈夫ですか？。広島の美容院では、美容師に「〇〇は難しくないですか？」とよく聞かれる。椅子に座ると「お首の位置難しくないですか？」など。
むつこい味がしつこい。
めぐ、めげる壊れるの意。人（精神）にも使う。「ゲームがめげてしもうた（ゲームが壊れてしまった）」。過去形は「めげた」と、故意に壊す意味を含む「めがした」、「めいだ」というのがある（全域）
めぼものもらい。
メンタイ広島では辛子明太子ではなく、白身魚のヨロイイタチウオを指す言葉。ロシア語のミンタイに通じる。また白身魚のフライと言うと、このメンタイのフライを指す。
もぐれ「まみれ（塗れ）」の意、「泥もぐれ」「借金もぐれ」の様に使用する。
もげる取れる。「あっ、腕がもげた！（あっ、腕がとれた！）」（西部）
もとぉらんつまらない、駄目な、役に立たないの意。「もとぉらんことぉゆうな（つまらないことを言うな）」（西部）
もぶれるまとわりつくの意。
〜もんもの（者、物）。『仁義なき戦い 完結篇』での菅原文太、終盤の名セリフ。「こんなと飲んだら死んだもんにすまんけえのぉ（お前と飲んだら死んでいった人にすまないと思うよ）」（西部）
もめさんかやす
ぐちゃぐちゃになる
もんすごいものすごい。

### や・ら・わ行・ん
や命令型。「はよぅせえや（早くしろ）」（安芸）
やいとお灸。
やおいやわらかい。
やしうそを言う人。だます人。山師からきている。「あんたあ、やしじゃねえ」。作家・田中小実昌は「ぼくは広島県の呉市で育ったんだけど、呉って町はね、昔は軍港町で、やたら、にぎやかだったんですよ。広島県ではテキヤのことをヤシっていうんだけど、縁日ではなくて、テキヤの言葉でいうと、平日をヒラビも毎日夜店が出てた。毎日見たり聞いたりしてたから、自然とテキヤに憧れたんだろうな」と述べている。
ヤズハマチの子
やっちもないしょうもない（東部）
やねこい面倒な・だるい・しんどい・難しい。最近では県内でも主に年配の世代で使われ、若者はあまり言わない。「この山を登るんはやねこいでぇ（この山を登るのはだるいよ）。」
やぎろおしいややっこしい、むずかしい。「あんた、やぎろおしいことをいいんさんな（あなた、ややっこしい（難しい）事を言わないで）」。
やーや感嘆句。「やーや、どぶにはまっとらあ。」または「やー、きしゃなあ（きたない）。」
やーやーうるさく。「やーやー言う（うるさく言う）」
やれんやっかい、しんどい、の意。。「あれはやれんことばぁ言うけえのぉ（彼はやっかいなことばかり言うからなぁ）」（西部）
ゆうことがええよ！相手の物言いに不平がある場合に使う慣用句。共通語で訳すと「言うことがいいな」だが、「いいな」は皮肉で、実際には言うことは「悪い」という意味。
ゆうとったるがの！（最初に）言っておくがな！
ゆわん言わない。ゆわんでいいんよね（言わなくていいのよ）
〜ゆん？〜言うの？ ゆん？ と「ゆ」の方を強く発音する。「なんてゆん？（何と言うの？）」「どーゆん？（どう言えばいいの？）」
ゆーたげんさんな言うのはやめてあげなさい。
よいよ文頭に用い、あきれた気持ちを表す。「よいよ、あんたぁ何回言やぁわかるんねえ。」（まったく、あなたは何度言ったら解るのか。）
よう広島弁の「よう」使い方は複雑で、主に2つの使い分けがある。肯定文における「よう」は「あの人はようこの辺散歩しよるよ」「あいつはほんまによう食べるね」「よう覚えとるよ」など、「しばしば、頻繁に」「たくさん」「はっきりと、十分に」など、いずれもある基準において「程度が高い」ことを表す。逆に否定文で用いられる「よう」は「そがによう知らん」「よう食べん」「よう見ん」「よう言うわ」(自分のことを棚に上げて他人の悪口を言う人に対して) などは、「不可能」「否定」といったニュアンスを持つ。
よぅ〜せん（れん、ん）〜できないの意。元は古語で、西日本では現在も広範囲で使われる。似たものに「〜れん」と言うのもある。「そりゃぁよぅ食べん」と言った時には自分の都合、例えばアレルギーなどで食べられないことを指し、「そりゃぁ食べれん」と言ったら上記の場合も、またそのものが食べることが不可能な場合も指しうる。
よぉ良く。
よぉよぉ良く良く。
よぉよぉせにゃぁ良く良くしないと。→ せにゃぁ/せんにゃぁ/せんとぉ。
よおけぇ（よおけ、よけぇ）「沢山」「多い」の意味。「余計」という言葉の変化と思われる。「えっと」との違いは微妙だが、数が多い場合に「よおけぇ」を使い、量が多い場合に「えっと」を使う傾向が見られる場合もある。どちらかしか使わない（知らない）人も多い。「えらいよおけぇもっとりんさるのぉ（すごく沢山持ってらっしゃるなぁ）」; よかる:寄りかかるの意。
よごれ見た目の汚れた人ではなく、生き方のなっていない人の意。「あんたあ、よごれじゃのに、けがれじゃねえ。」（君は、見た目汚いのに、汚いのが嫌いなんじゃねえ。）転じて、自分には甘いのに人には厳しいという指摘に使う。
よす仲間に入れる。
よせる仲間に入れる。
よしてえや〜私（私たち）も仲間に入れてくださいの意。子供が遊びの輪に入りたいときの呼びかけ。
よったり4人
○○よーねぇ○○だよ。「そんなん簡単よーねぇ（そんなの簡単なことだよ）」。
よばれるご馳走になる。「お隣さんが茶ぁ用意して待っとってくれてじゃけぇ、早よぅ呼ばれようやぁ」（お隣さんがお茶を用意してくださってるから、早くいただこうよ」
○○ら名詞・代名詞の後に付けて複数形になる。共通語では「彼ら」のように人を意味する名詞・代名詞にしか付かないが、広島弁ではあらゆる名詞・代名詞に付けてよい。「うちら（私たち）」「子供ら」、「あれら」、「車ら」、「あんたら」「横ら（横の辺り）」「そこら、そこいら（その辺り）」「昨日ら（昨日なんか）（全域）。また、自分を卑下する意味で用いることもある。「わしらぁ、･･･（わしなんかは、･･･）」
○○らぁ〜できることが可能、の意味で動詞の後に付ける。「できらぁ（できるよ）、いけらぁ（行けるよ）、知っとらぁ〜（知っているよ）」
ラムビー玉（ラムネの中に入っているからか？）
○○れん広島弁は「○○しない」という動詞は「○○せん」という「野球せん（野球しない）」が、同様に「○○れない」という動詞の時は「○○れん」となる。「食べれん（食べられない）」「走れん（走れない）」「いけれん（行けない）。」
わがた自分の。「わかたの田（自分の田）」 または、自分の家。
わちわたしの意。「わちがするけぇ（私がします）」年配の女性がよく使う。
ワチサッパ。海水魚の一種。岡山でいうママカリ。ワチを食べると、春が来たなあと思う。焼いて、酢醤油につけて食べる。
ワニサメ（県北）。
わやめちゃくちゃの意。「わやすんなや（めちゃくちゃ（を）するなや）」。北海道や関西でも使われる（全域）。
わやくそ、わやくちゃ「わや」よりも更にめちゃくちゃな様子。「部屋がわやくちゃじゃけぇ、はよぉなおしんさい（部屋がぐちゃぐちゃだから、早く片付けなさい）」
わら〜、わりゃ〜お前は、の意味。元はおそらく古語の「我（われ）は」だが、主客が逆転している。広島市内などの都市部では、相手への威嚇に使われる。海沿い、田舎部では特に高齢者が親しい者を呼ぶときに日常的に使う。「わりゃー、はぁいぬるんかい（お前はもう帰るのか）」
わるさ悪い事、いたずら。
〜んよ〜〜したのよ。動詞の語尾につける。女性がよく使う言い方。食べたんよ（食べたのよ）、したんよ（したのよ）、寝るんよ（寝るのよ）。

## 関連

### メディア
- 広島弁は『仁義なき戦い』『県警対組織暴力』『東京物語』『ピンポン』『ヒナゴン』『はだしのゲン』『BADBOYS』『カバチタレ!』『喰いタン』『トリック』『とろける鉄工所』『赤い文化住宅の初子』『夕凪の街 桜の国[注 3]』『極悪がんぼ』『マッサン』『流星ワゴン』『びったれ!!!』『この世界の片隅に』『溺れるナイフ』[37]『ONE PIECE』[78]『アキバ冥途戦争』[79]など、多くの映画・漫画・テレビドラマの作品にみることができる[80]。『仁義なき戦い』等の任侠映画の影響で「怖い」イメージが定着しているが[7][8]、作品中に広島弁を話すキャラクターが登場するケースも増えており[78][81][82][83][84]、全国の中でも「かっこいい方言」と見られている[85]。
- 音楽では、吉田拓郎の「唇をかみしめて」（刑事物語の主題歌。奥田民生がカバーしている）、小林克也&ザ・ナンバーワン・バンドの「うわさのカム・トゥ・ハワイ」などがあり、ポルノグラフィティのデビュー曲でもある「アポロ」にも吉田の手による広島弁バージョンが存在する。また、石井杏奈の「がんばるけん」等も挙げられる。
- 女性誌『CanCam』2014年1月号で「“方言女子”が最強じゃけえ！」と広島弁を使ったタイトルが付いた特集が組まれた[86][87]。
- 47都道府犬 - 『声優バラエティー SAY!YOU!SAY!ME!』内で放映された短編アニメ。郷土の名産をモチーフにした犬たちが登場し、広島県ではもみじ饅頭がモチーフの広島犬として登場する。声優は、広島県出身の細谷佳正が担当している。

### 広島弁を話す著名人
カッコ内は出身地。広島市の場合は行政区のみ記す。
- Mebius（バンド）（安芸郡熊野町）
- Metis（シンガーソングライター）（中区）
- Perfume（アイドル歌手）（安佐北区、東区、福山市） - メンバーのうち大本彩乃は広島市とは方言が異なる福山市（備後弁の一種である福山弁が使われている）で生まれ育っている。
- 新井良太（元プロ野球選手）（佐伯区）
- 綾瀬はるか（女優）（安佐南区）[88]
- アンガールズ（お笑い芸人）（安佐南区、上下町）
- 石崎信弘（JFL・テゲバジャーロ宮崎監督）（中区）
- 魚住りえ（元日本テレビアナウンサー）（安佐南区）
- 奥田民生（音楽）（東区）
- 金田喜稔（元サッカー選手）（安芸郡府中町）
- 木村和司（元サッカー選手）（南区）
- 杉原杏璃（グラビアアイドル）（福山市）
- 竹原慎二（元プロボクサー）（安芸郡府中町）
- 山本浩二（元プロ野球選手）（廿日市市）
- 達川光男（元プロ野球選手）（中区）
- 楢﨑誠 （Official髭男dism）（福山市）
- 西田篤史（タレント）（庄原市）
- 西村瑞樹（お笑いコンビ・バイきんぐ）（安芸郡府中町）
- 檜山修之 （声優）（廿日市市）
- 古崎瞳（レースクイーン）
- ポルノグラフィティ（ロックバンド）（尾道市＝旧・因島市）
- 三浦マイルド（お笑い芸人）（江田島市）

など。
他にも、浜田省吾（呉市）や吉川晃司（安芸郡府中町）などは広島県内での活動では明快な広島弁で話す。また、明快な広島弁ではないが、矢沢永吉（南区）の独特の言い回しは、広島弁のイントネーションを色濃く残している。また、広岡達朗（呉市）、張本勲（南区）、大下剛史（海田町）、山本浩二（佐伯区）らベテラン野球解説者の言葉には、はっきりと広島訛りが出ている。広島出身の野球選手である金本知憲（南区）、新井貴浩（中区、上記の良太の兄）、稲田直人（廿日市市）らにも、広島弁のイントネーションがある。1960年代の日本サッカー界では、多くの要職や代表選手が広島出身者で「広島弁が共通語」とまで言われる状況があった（詳しくは東洋工業サッカー部を参照）。ポルノグラフィティの広島弁は、本人曰く備後弁に近いという。広島に長く居住するサッカー日本代表監督・森保一も興奮すると『なんしよん！』などと広島弁で選手に「ゲキ」を飛ばすという。

### 関連商品

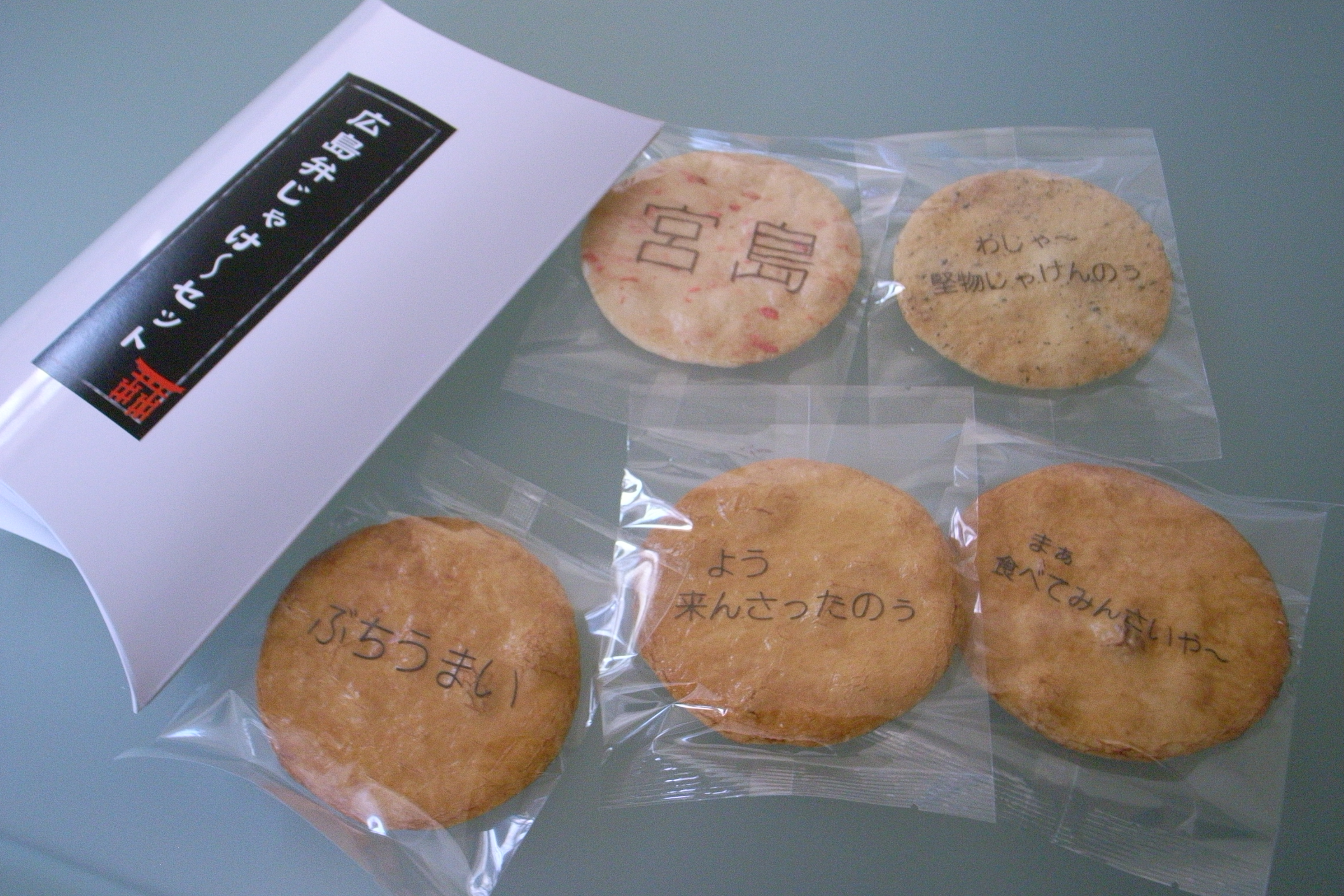
広島弁の書かれた土産菓子

- かつて府中町で稼働していたキリンビール広島工場（後のキリンビアパーク広島、ダイヤモンドシティソレイユ、イオンモール広島府中ソレイユ、イオンモール広島府中）において、ご当地ビール「KIRIN広島じゃけん」が製造され、小売店で販売されていた。
- がんす - 魚のすり身に玉ねぎと一味唐辛子を少々加え、パン粉をまぶして油で揚げた食べ物。